# ماکسیم خووروست
ماکسیم خووروست (اوکراینی: Максим Володимирович Хворост؛ زادهٔ ۱۵ ژوئیهٔ ۱۹۸۲) شمشیرباز اهل اوکراین است.